# Anomophysis ceramensis
Anomophysis ceramensis är en skalbaggsart som först beskrevs av Johan Wilhelm van Lansberge 1884.
Anomophysis ceramensis ingår i släktet Anomophysis och familjen långhorningar. Inga underarter finns listade i Catalogue of Life.